# جان ستابلتون
جان ستابلتون (بالإنجليزية: Jean Stapleton)‏ هي ممثلة أمريكية، ولدت في 19 يناير 1923 بمانهاتن في الولايات المتحدة، وتوفيت في 31 مايو 2013 بنيويورك في الولايات المتحدة.

## أعمال

### أفلام
- (1971) كلوت
- (1986) مبنى الرجل الميت
- (1998) رحلة إلى عالم جديد[5]
- (1998) لديك بريد[6]

### مسلسلات
- الجميع يحب رايموند

## وصلات خارجية
- جان ستابلتون على موقع IMDb (الإنجليزية)
- جان ستابلتون على موقع ألو سيني (الفرنسية)
- جان ستابلتون على موقع ميوزك برينز (الإنجليزية)
- جان ستابلتون على موقع تيرنر كلاسيك موفيز (الإنجليزية)
- جان ستابلتون على موقع أول موفي (الإنجليزية)
- جان ستابلتون على موقع قاعدة بيانات برودواي على الإنترنت (الإنجليزية)
- جان ستابلتون على موقع قاعدة بيانات الأفلام السويدية (السويدية)
- جان ستابلتون على موقع إن إن دي بي (الإنجليزية)
- جان ستابلتون على موقع ديسكوغز (الإنجليزية)
- جان ستابلتون على موقع قاعدة بيانات الفيلم (الإنجليزية)